# Bernhard Gstrein
Bernhard Gstrein (Sölden, 19 settembre 1965) è un ex sciatore alpino austriaco.

## Biografia
Specialista delle prove tecniche originario di Vent di Sölden, Bernhard Gstrein debuttò in campo internazionale in occasione dei Mondiali juniores di Sestriere 1983 e ottenne il primo piazzamento di rilievo in Coppa del Mondo l'8 dicembre 1984 nello slalom gigante di Puy-Saint-Vincent, giungendo 12º. Ai Mondiali di Crans-Montana 1987, sua prima presenza iridata, si classificò 14º nella combinata e 4º nello slalom gigante. Ottenne la sua unica vittoria in Coppa del Mondo, nonché primo podio, nello slalom speciale che si svolse sulle nevi di Lienz il 12 gennaio 1988; nella stessa stagione lo sciatore raggiunse l'apice dell'attività agonistica vincendo la medaglia d'argento nella combinata ai XV Giochi olimpici invernali di Calgary 1988, sua prima presenza olimpica, dove si piazzò anche 4º nello slalom speciale.
Il 7 gennaio 1990 a Kranjska Gora ottenne in slalom speciale il suo ultimo podio in Coppa del Mondo (2º); l'anno dopo ai Mondiali di Saalbach-Hinterglemm, sua ultima presenza iridata, nella medesima specialità fu 14º. In seguito prese ancora parte ai XVI Giochi olimpici invernali di Albertville 1992, piazzandosi 15º nello slalom speciale, e ai XVII di Lillehammer 1994, classificandosi 8º nello slalom gigante e non completando lo slalom speciale. Si ritirò dalle competizioni al termine della stagione 1995-1996: la sua ultima gara in Coppa del Mondo fu lo slalom speciale di Sestriere del 27 gennaio e la sua ultima gara in carriera lo slalom speciale dei Campionati austriaci 1996; in entrambi i casi non completò la prova.

## Palmarès

### Olimpiadi
- 1 medaglia:
  - 1 argento (combinata a Calgary 1988)

### Coppa del Mondo
- Miglior piazzamento in classifica generale: 16º nel 1994
- 6 podi (tutti in slalom speciale):
  - 1 vittoria
  - 3 secondi posti
  - 2 terzi posti

#### Coppa del Mondo - vittorie
| Data            | Località | Paese   | Specialità |
| --------------- | -------- | ------- | ---------- |
| 12 gennaio 1988 | Lienz    | Austria | SL         |

Legenda:

SL = slalom speciale

### Campionati austriaci
- 3 medaglie[1]:
  - 2 ori (slalom speciale, combinata nel 1984)
  - 1 argento (slalom gigante nel 1991)